# Copa de Clubes de Asia 1986
La Copa de Clubes de Asia 1986 fue la 6.ª edición del torneo anual de clubes asiáticos organizado por la AFC. Varios clubes asiáticios iniciaron las rondas clasificatorias a finales de 1986.  La ronda final tuvo como sede la ciudad de Riyadh, Arabia Saudita desde diciembre de 1986 a enero de 1987.
El Fukurawa Electric de Japón se convirtió en el primer equipo japonés en ganar el torneo.

## Primera Ronda

### Grupo 1
| Local     | Resultado | Visita |
| --------- | --------- | ------ |
| Police FC | bye       |        |

### Grupo 2
| Local     | Resultado | Visita          |
| --------- | --------- | --------------- |
| Al-Talaba | 2 - 1     | Al-Wahda San'a' |

### Group 3
Se jugó en Baréin
- Participantes:
- Al-Hilal
- Al Arabi
- Dhofar
- Al-Arabi Sports Club
- Al Wasl FC.

El  Al-Hilal y el  Al-Arabi clasificaron.

### Grupo 4
| Club        | Pts. | J | G | E | P | GF | GC |
| ----------- | ---- | - | - | - | - | -- | -- |
| Malavan FC  | 5    | 3 | 2 | 1 | 0 | 20 | 1  |
| Saunders SC | 1    | 1 | 0 | 1 | 0 | 1  | 1  |
| HBL FC      | 0    | 1 | 0 | 0 | 1 | 0  | 7  |
| Victory SC  | 0    | 1 | 0 | 0 | 1 | 0  | 13 |

### Grupo 5
| Local       | Resultado | Visita       | Ida | Vuelta |
| ----------- | --------- | ------------ | --- | ------ |
| Selangor FA | 2-0       | Thai Port FC | 1-0 | 1-0    |

### Grupo 6
Se jugó en Brunéi
Participantes:
- Krama Yudha Tiga Berlian
- Air Force Rider FC
- Daerah Brunei.

El  Krama Yudha Tiga Berlian clasificó.

### Grupo 7
| Local            | Resultado | Visita      | Ida | Vuelta |
| ---------------- | --------- | ----------- | --- | ------ |
| 4.25 Sports Club | 0-1       | Liaoning FC | 0-0 | 0-1    |

El  Liaoning FC clasificaron.

### Grupo 8
Se jugó en Hong Kong
| Local                  | Resultado | Visita   |
| ---------------------- | --------- | -------- |
| South China AA         | 1 - 0     | Hap Kuan |
| Lucky-Goldstar Hwangso | w/o       | Hap Kuan |

El  Lucky-Goldstar Hwangso abandonó el torneo; South China y Hap Kuan clasificaron.

## Segunda Ronda

### Grupo A
| Club        | Pts. | J | G | E | P | GF | GC | GD  |
| ----------- | ---- | - | - | - | - | -- | -- | --- |
| Al-Talaba   | 4    | 2 | 2 | 0 | 0 | 6  | 0  | +6  |
| Al-Arabi    | 2    | 2 | 1 | 0 | 1 | 9  | 2  | +7  |
| Saunders SC | 0    | 2 | 0 | 0 | 2 | 0  | 13 | -13 |

todos los partidos se jugaron en Bagdad, Iraq.
| Local     | Resultado | Visita      |
| --------- | --------- | ----------- |
| Al-Talaba | 2-0       | Al-Arabi    |
| Al-Talaba | 4-0       | Saunders SC |
| Al-Arabi  | 9-0       | Saunders SC |

### Grupo B
| Club       | Pts.               | J                  | G                  | E                  | P                  | GF                 | GC                 | GD                 |
| ---------- | ------------------ | ------------------ | ------------------ | ------------------ | ------------------ | ------------------ | ------------------ | ------------------ |
| Al-Hilal   | 4                  | 2                  | 2                  | 0                  | 0                  | 7                  | 0                  | +7                 |
| Police FC  | 0                  | 2                  | 0                  | 0                  | 2                  | 0                  | 7                  | -7                 |
| Malavan FC | abandonó el torneo | abandonó el torneo | abandonó el torneo | abandonó el torneo | abandonó el torneo | abandonó el torneo | abandonó el torneo | abandonó el torneo |

Todos los partidos se jugaron en Arabia Saudita.
| Local     | Resultado | Visita    |
| --------- | --------- | --------- |
| Al-Hilal  | 5-0       | Police FC |
| Police FC | 0-2       | Al-Hilal  |

### Grupo C
| Club           | Pts. | J | G | E | P | GF | GC | GD |
| -------------- | ---- | - | - | - | - | -- | -- | -- |
| Liaoning FC    | 3    | 2 | 1 | 1 | 0 | 1  | 0  | +1 |
| KYTB           | 2    | 2 | 0 | 2 | 0 | 1  | 1  | 0  |
| South China AA | 1    | 2 | 0 | 1 | 1 | 0  | 1  | -1 |

Todos los partidos se jugaron en Hong Kong.
| Local       | Resultado | Visita         |
| ----------- | --------- | -------------- |
| Liaoning FC | 0-0       | KYTB           |
| Liaoning FC | 1-0       | South China AA |
| KYTB        | 1-1       | South China AA |

### Grupo D
| Club              | Pts. | J | G | E | P | GF | GC | GD |
| ----------------- | ---- | - | - | - | - | -- | -- | -- |
| Fukurawa Electric | 4    | 2 | 2 | 0 | 0 | 5  | 2  | +3 |
| Selangor FA       | 2    | 2 | 1 | 0 | 1 | 6  | 2  | +4 |
| Hap Kuan          | 0    | 2 | 0 | 0 | 2 | 1  | 8  | -7 |

Todos los partidos se jugaron en Kuala Lumpur, Malasia.
| Local             | Resultado | Visita      |
| ----------------- | --------- | ----------- |
| Fukurawa Electric | 2-1       | Selangor FA |
| Fukurawa Electric | 3-1       | Hap Kuan    |
| Selangor FA       | 5-0       | Hap Kuan    |

## Ronda Final
| Club              | Pts. | J | G | E | P | GF | GC | GD |
| ----------------- | ---- | - | - | - | - | -- | -- | -- |
| Fukurawa Electric | 6    | 3 | 3 | 0 | 0 | 7  | 3  | +4 |
| Al-Hilal          | 4    | 3 | 2 | 0 | 1 | 6  | 5  | +1 |
| Liaoning FC       | 1    | 3 | 0 | 1 | 2 | 2  | 4  | -2 |
| Al-Talaba         | 1    | 3 | 0 | 1 | 2 | 3  | 6  | -3 |

| Fecha    | Local             | Resultado | Visita            |
| -------- | ----------------- | --------- | ----------------- |
| 26-12-86 | Al-Talaba         | 2-2       | Liaoning FC       |
|          | Al-Hilal          | 3-4       | Fukurawa Electric |
| 28-12-86 | Fukurawa Electric | 2-0       | Al-Talaba         |
|          | Al-Hilal          | 2-1       | Liaoning FC       |
| 30-12-86 | Fukurawa Electric | 1-0       | Liaoning FC       |
|          | Al-Hilal          | 2-1       | Al-Talaba         |

| Japón                         |
| Fukurawa Electric 1.er título |